# Universität von Zululand
Die Universität von Zululand (englisch: University of Zululand), kurz UZ oder Unizulu, ist eine staatliche Gesamthochschule-Universität im Distrikt Zululand (Südafrika) und einzige Hochschule im nördlichen Teil der Provinz KwaZulu-Natal. Die Universität von Zululand ist eine Gesamthochschule mit einer sowohl unternehmerischen als auch berufsbezogenen Ausbildung.

## Geschichte
Die Universität von Zululand geht auf eine 1960 gegründete lokale Fakultät der Universität von Südafrika zurück und ist seit 1970 eine eigenständige Universität. Seit 1993 wurden verstärkt afrikanische und internationale Hochschulpartnerschaften ausgebaut, weshalb heute ein hoher Prozentsatz an Studenten aus Nachbarländern wie Namibia, Nigeria, Kenia, Lesotho und Eswatini stammt.
1983 kam es auf dem Gelände der Universität zu einer Auseinandersetzung zwischen Anhänger der United Democratic Front Partei und der Inkatha Freedom Partei. Dabei kamen fünf Menschen ums Leben.
An der Universität von Zululand waren 2007 8.751 und 2010 11.959 Studenten eingeschrieben. Im akademischen Jahr 2018 waren 17.360 Studierende eingeschrieben.

## Organisation
Die Unizulu wird von einem Rektor und Vizekanzler geleitet, zum Management gehören im Weiteren drei Stellvertretende Vizekanzler und weitere Personen. Der Kanzler hat repräsentative und symbolische Aufgaben. Rektorin und Vizekanzlerin ist Xoliswa Mtose, Kanzler Raymond Zondo.
Die Leitung ist dem Universitätsrat verantwortlich, der die Leitlinien festlegt sowie die Finanzplanung und akademische Angelegenheiten verantwortet.
Der Universitätscampus sowie die angeschlossenen Studentenwohnheime sind im Architekturstil der frühen 1960er Jahre entstanden; alle universitären Einrichtungen befinden sich auf dem Hauptcampus (KwaDlangezwa Campus). 2009 wurde ein zweiter Campus in Richards Bay als Stadtcampus eröffnet. Die Universität gliedert sich in vier Fakultäten:
- Geisteswissenschaften
- Wirtschafts- und Rechtswissenschaften
- Natur- und Agrarwissenschaften
- Erziehungswissenschaft.

Die Fakultäten sind unterteilt in Departments.

## Absolventen
- Sisi Khampepe (* 1957), Verfassungsrichterin